# Sione Tupou Mateialona
Sione Tupou Mateialona (mort en 1927) est un homme d'État tongien. Il fut Premier ministre du royaume des Tonga de 1905 à 1912. Il exerce ses fonctions pendant la période de protectorat britannique, qui a débuté en 1900, restreignant l'indépendance du gouvernement tongien.

## Biographie
Petit-fils du roi George Tupou Ier, et oncle de George Tupou II, il est premier ministre sous le règne de ce dernier. Il continue ensuite à exercer de hautes fonctions sous le règne de la reine Salote Tupou III, étant notamment ministre des Terres pendant une brève période. La reine crée en 1924 le titre de Tupoutoʻa pour le lui attribuer, l'anoblissant et ajoutant ainsi un nouveau titre (le plus récent à ce jour) aux trente-deux autres titres de la noblesse tongienne héréditaire. Mateialona, toutefois, meurt trois ans plus tard, son titre de noblesse revenant alors à la Couronne.